# Xylopia cayennensis
Xylopia cayennensis é uma espécie de magnólia. Foi descrito pela primeira vez por Paulus Johannes Maria Maas .  Xylopia cayennensis pertence ao gênero Xylopia, e à família Annonaceae.